# ワシントン郡博物館
ワシントン郡博物館（英: Washington County Museum）は、アメリカ合衆国オレゴン州ワシントン郡の非法人地域にある歴史博物館で、ポートランド・コミュニティ・カレッジのロック・クリーク・キャンパス内に収められている。1975年に開館したこの博物館は、地域史財産の保存を目的としてワシントン郡歴史協会により運営されている。1853年建造のワシントン郡刑務所などが展示されている。

## 歴史
1930年代、地域史家アルバート・E・トーザーは、彼がそれまでに収集した工芸品、書物、地図などを郡の歴史協会に寄贈した。1956年、ワシントン郡歴史協会が法人化した。1975年、ワシントン郡政府は歴史博物館の設立を決定した。1975年から1987年にかけてワシントン郡がこの博物館を所有、運営していた。当時、博物館はダウンタウン・ヒルズボロのハイデル邸に収められていた。
1982年に新しい博物館がロック・クリークにあるポートランド・コミュニティ・カレッジのキャンパスに新設され、1983年1月に開館した。1987年9月、ワシントン郡歴史協会は新設の博物館の運営を引き継いだ。2007年、博物館は170万米ドルを費やし、施設規模を2倍以上に拡大する措置を始めた。2009年、一年に一度行っている資金集めのための式典で、オレゴン・ステート・ビーバーズのバスケットボール・コーチであるクレイグ・ロビンソンが主役として取り上げられ、約9万米ドルの資金の獲得に成功した。

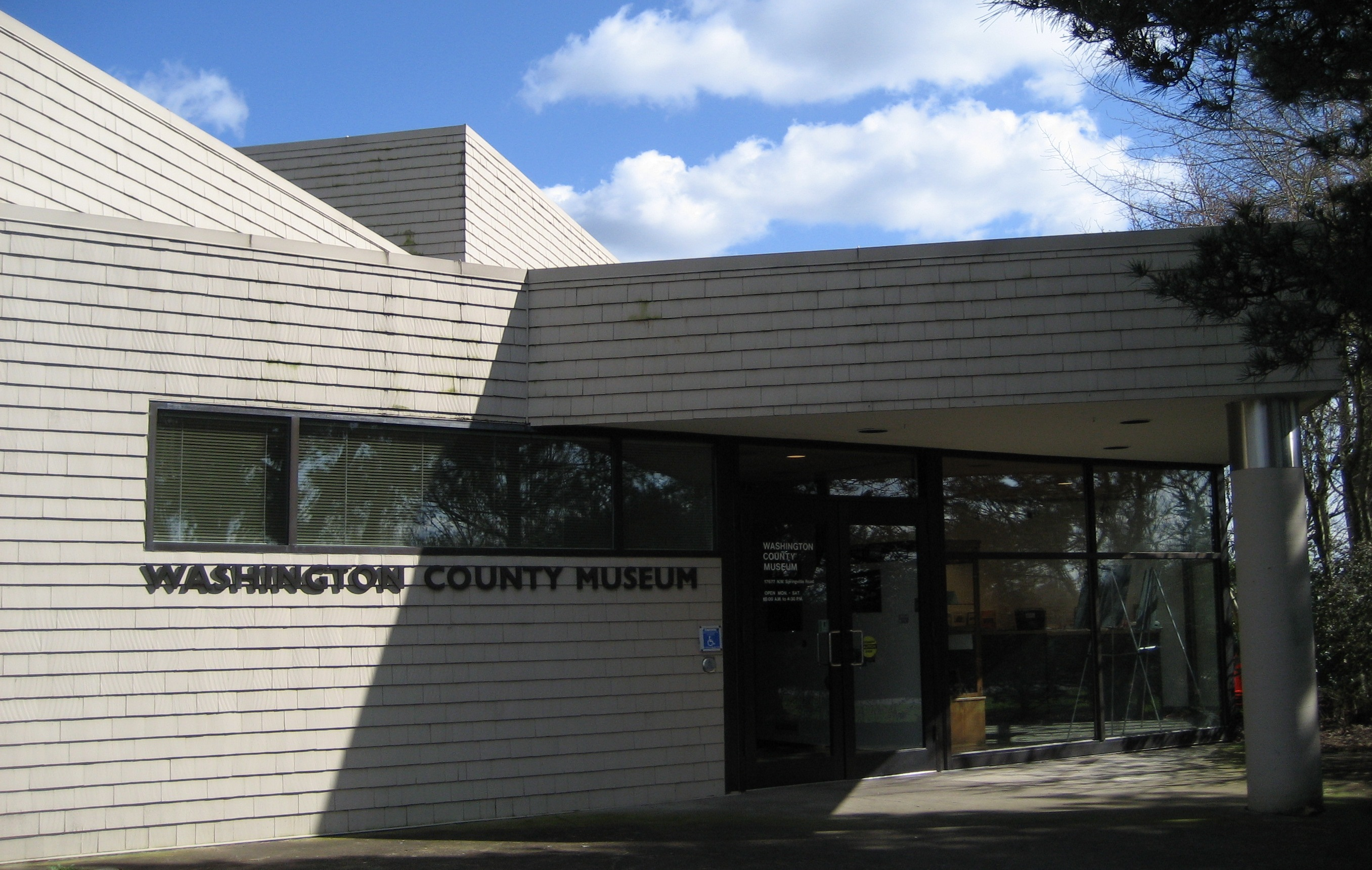
博物館入口

## 詳細
ワシントン郡博物館の古い5,000-平方フート (460 m2)の面積をもつ建物には、毎年5,000人の観光客が訪れていた。現在、改修された建物は1,700人近い観光客を呼び寄せ（2008年）、314人の会員を有している（2009年10月）。博物館内には約40,000点の工芸品が収められて居り、毎年500点が新たに追加されている。博物館はロビーに小さな売店を運営しており、その売店では地域史に関する書籍が販売されている。また、25,000点以上の写真、1,400点以上の地図、500冊以上の書籍、その他歴史的記録や新聞を収めた学術図書館がある。

## 収集物、展示物、プログラム

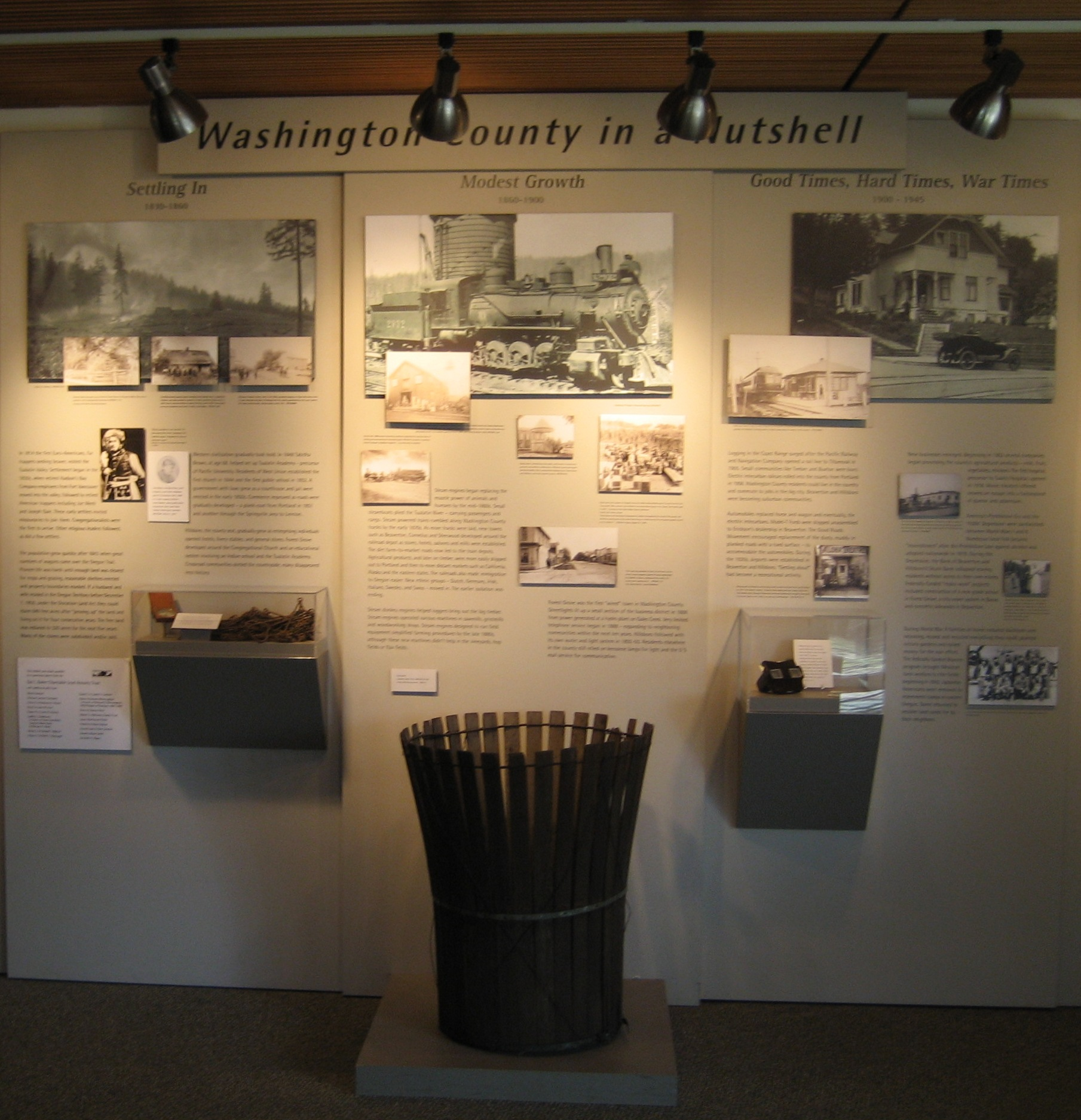
博物館内部

展示物の一つに、1853年建造のワシントン郡刑務所がある。この建物は1986年から2008年まで、国家歴史登録財に指定されていた。かつては郡の催事場にあったワシントン郡刑務所は修繕された後、2004年にワシントン郡博物館に移設された。この10-フート (3.0 m)×16-フート (4.9 m)の面積を持つ刑務所は、当初博物館内に収められていたが、2007年に博物館の拡張に伴い、博物館外に移された。
収集された工芸品の範囲は、ミシンなどの日用品から現地の名家が用いたウェディングドレスまで多岐に及ぶ。この地の先住民に焦点を当てた「このカラプヤの地」（This Kalapuya Land）、郡史の工芸品全体を取り上げた「ワシントン郡概観」（Washington County in a Nutshell）などの展示があるほか、さらには一時的に他所から取り寄せたものを展示する特別展示物も用意されている。特別展示の例としては、オレゴン歴史協会による「オレゴンはインディアンの土地」（Oregon is Indian Country）があった。また、プリント・アーツ・ノースウェスト（Print Arts Northwest）と提携し、毎月ロビーに画廊を設けている。
農業が機械化される以前、ワシントン郡博物館で「ドラフト・ホース・プラウイング・エキシビション」の名を冠した耕起行事を毎年行っていた。現在この行事はシャンプイ州立公園で行われている。また、ワシントン郡博物館は移動博物館などを用いて、地域社会に郡の歴史を広める活動を行っている。